# Новая Александровка (Мироновский район)
Но́вая Алекса́ндровка (укр. Нова Олександрівка) — село, входит в Мироновский район Киевской области Украины.
Население по переписи 2001 года составляло 86 человек. Почтовый индекс — 08800. Телефонный код — 4574. Занимает площадь 3,3 км².

## Местный совет
08801, Київська обл., Миронівський р-н, м.Миронівка, вул.Соборності,48